# Régiment de Fitz-James cavalerie
Pour les articles homonymes, voir Fitz-James (homonymie).
Le régiment de Fitz-James cavalerie est un régiment de cavalerie du royaume de France créé en 1698.

## Création et différentes dénominations
- 15 février 1698 : création du régiment de Scheldon cavalerie
- 20 janvier 1706 : renommé régiment de Nugent cavalerie
- 16 mars 1733 : renommé régiment de Fitz-James cavalerie
- 1er décembre 1761 : réformé

## Équipement

### Étendards
6 étendards de « ſoye rouge bordez de jaune, Soleil au milieu brodé en or, & frangez d’or ».

Étendards
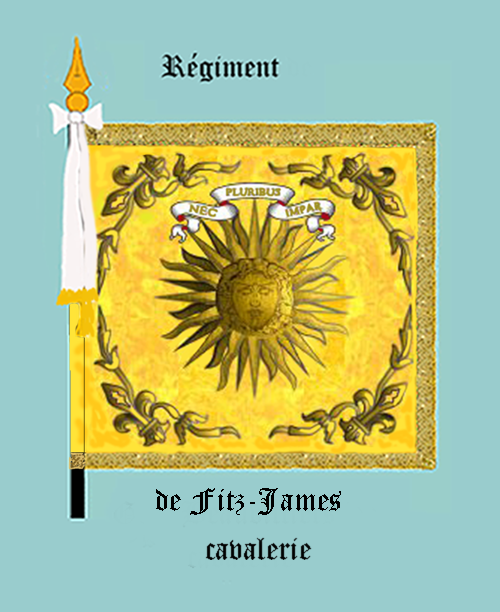
régiment de Fitz-James cavalerie, avers

### Habillement

Uniformes
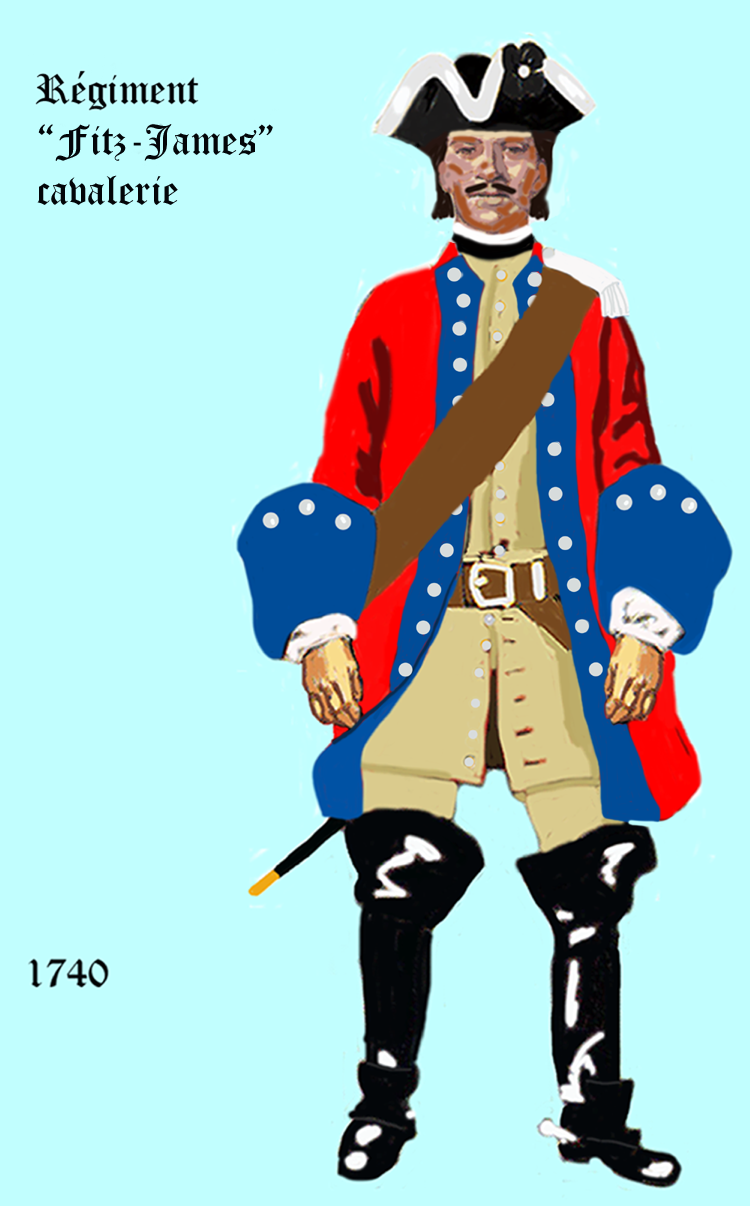
régiment de Fitz-James cavalerie de 1740 à 1757
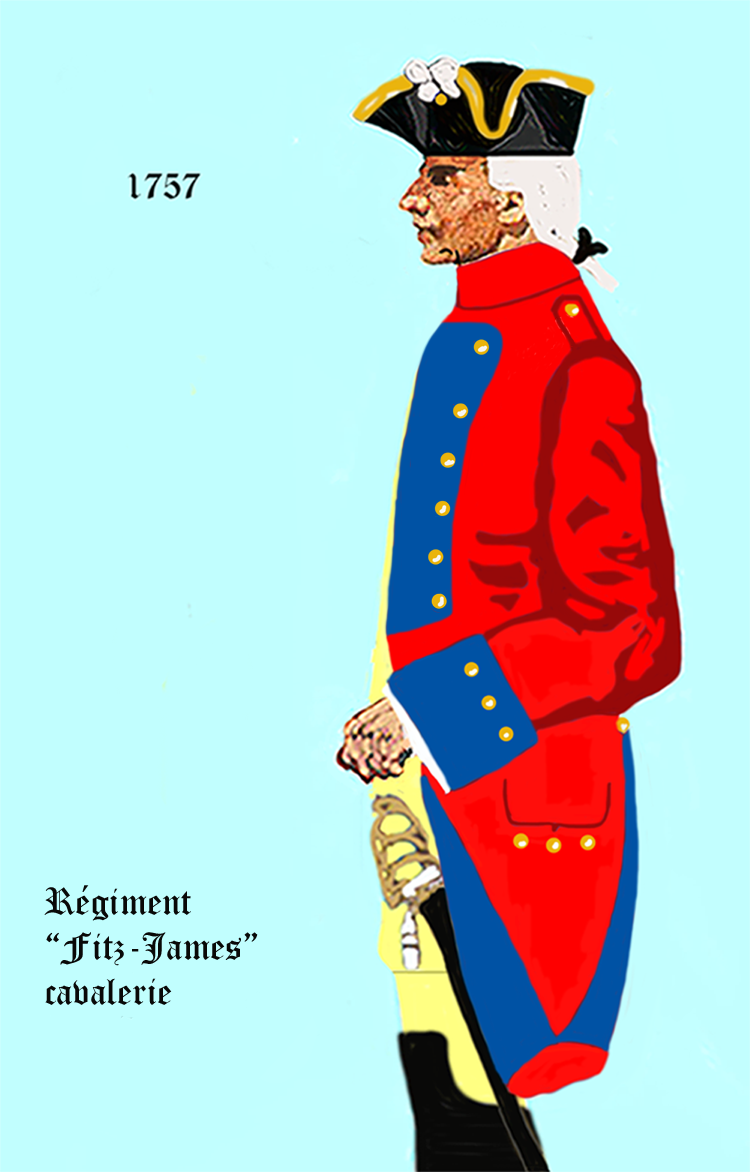
régiment de Fitz-James cavalerie de 1757 à 1761

## Historique

### Mestres de camp
- 15 février 1698 : Dominique de Scheldon, brigadier le 30 mars 1693, maréchal de camp le 29 janvier 1702, lieutenant général des armées du roi le 26 octobre 1704, † 1721
- 16 janvier 1706 : Jean Christophe de Nugent de Tachmont-Limerick, comte de Nugent, brigadier le 1er mars 1705, maréchal de camp le 30 septembre 1718, † 4 juin 1731
- 1716 : Pierre Nugent, fils du précédent
- 16 mars 1733 : Charles, duc de Fitz-James, brigadier le 1er janvier 1740, maréchal de camp le 2 mai 1744, lieutenant général des armées du roi le 10 mai 1748, maréchal de France le 24 mars 1775, † 22 mars 1787
- 10 février 1757 : Jacques Charles, marquis de Fitz-James, fils du précédent, brigadier en 1769, maréchal de camp en 1780, † 11 août 1805

### Campagnes et batailles
- Guerre de Succession d'Espagne

15 novembre 1703: bataille de Spire
- Guerre de Succession d'Autriche

11 mai 1745: bataille de Fontenoy

### Quartiers
- Ancenis[1]